# مایک استبری
مایک استبری (انگلیسی: Mike Astbury؛ زادهٔ ۲۲ ژانویهٔ ۱۹۶۴) بازیکن فوتبال اهل بریتانیا است.
از باشگاه‌هایی که در آن بازی کرده‌است می‌توان به باشگاه فوتبال پیتربورو یونایتد، باشگاه فوتبال یورک سیتی، باشگاه فوتبال دارلینگتون، باشگاه فوتبال چسترفیلد، و باشگاه فوتبال گینزبورو ترینیتی اشاره کرد.